# Now Then...
Now Then... è un album del gruppo punk rock Stiff Little Fingers, pubblicato nel 1982 da Chrysalis Records.

## Tracce
1. Falling Down – 3:19 (Fingers)
2. Won't Be Told – 3:25 (Fingers)
3. Love of the Common People – 2:39 (Thomas arr. Fingers)
4. Price of Admission – 3:22 (Fingers)
5. Touch and Go – 3:22 (Fingers)
6. Stands to Reason – 3:06 (Fingers)
7. Bits of Kids – 3:40 (Fingers)
8. Welcome to the Whole Week – 3:45 (Fingers)
9. Big City Night – 3:55 (Fingers)
10. Talkback – 2:48 (Fingers)
11. Is That What You Fought the War For? – 3:55 (Fingers)

## Formazione
- Jake Burns	- voce, chitarra
- Dolphin Taylor - batteria
- Henry Cluney - chitarra
- Ali McMordie - basso